# Schismatogobius ampluvinculus
Schismatogobius ampluvinculus är en fiskart som beskrevs av Chen, Shao och Fang, 1995. Schismatogobius ampluvinculus ingår i släktet Schismatogobius och familjen smörbultsfiskar. Inga underarter finns listade i Catalogue of Life.